# مار-ئه-لاگو
مار-ئه-لاگو (انگلیسی: Mar-a-Lago;‎/ˌmɑːrəˈlɑːɡoʊ/‎) عمارت و بنایی تاریخی در پام بیچ، فلوریدا است، که از ۱۹۲۴ تا ۱۹۲۷ توسط مارجری مریودر پست ساخته شد. او این خانه را همچون اقامتگاهی زمستانی برای رؤسای جمهور آمریکا و مهمانان خارجی تصور می‌کرد و پس از مرگ او در سال ۱۹۷۳ این عمارت وقف ملت شد؛ ولی رؤسای جمهور مختلف از استفاده از آن خودداری کردند و در سال ۱۹۸۵ دونالد ترامپ، که بعدها ۴۵مین رئیس جمهور آمریکا شد، آن را خریداری کرد و اکنون بخشی از دارایی ترامپ است.

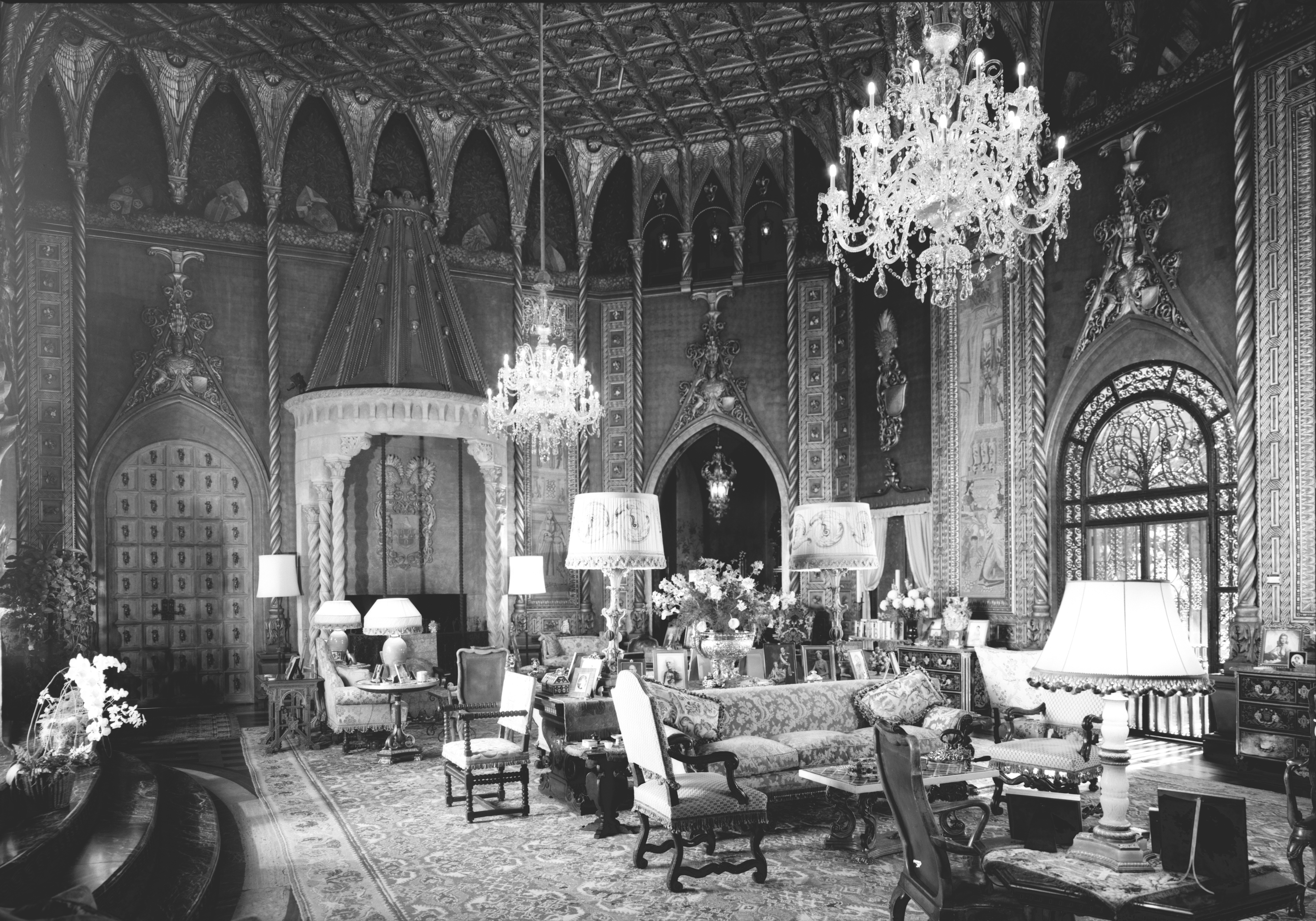
اتاق نشیمن

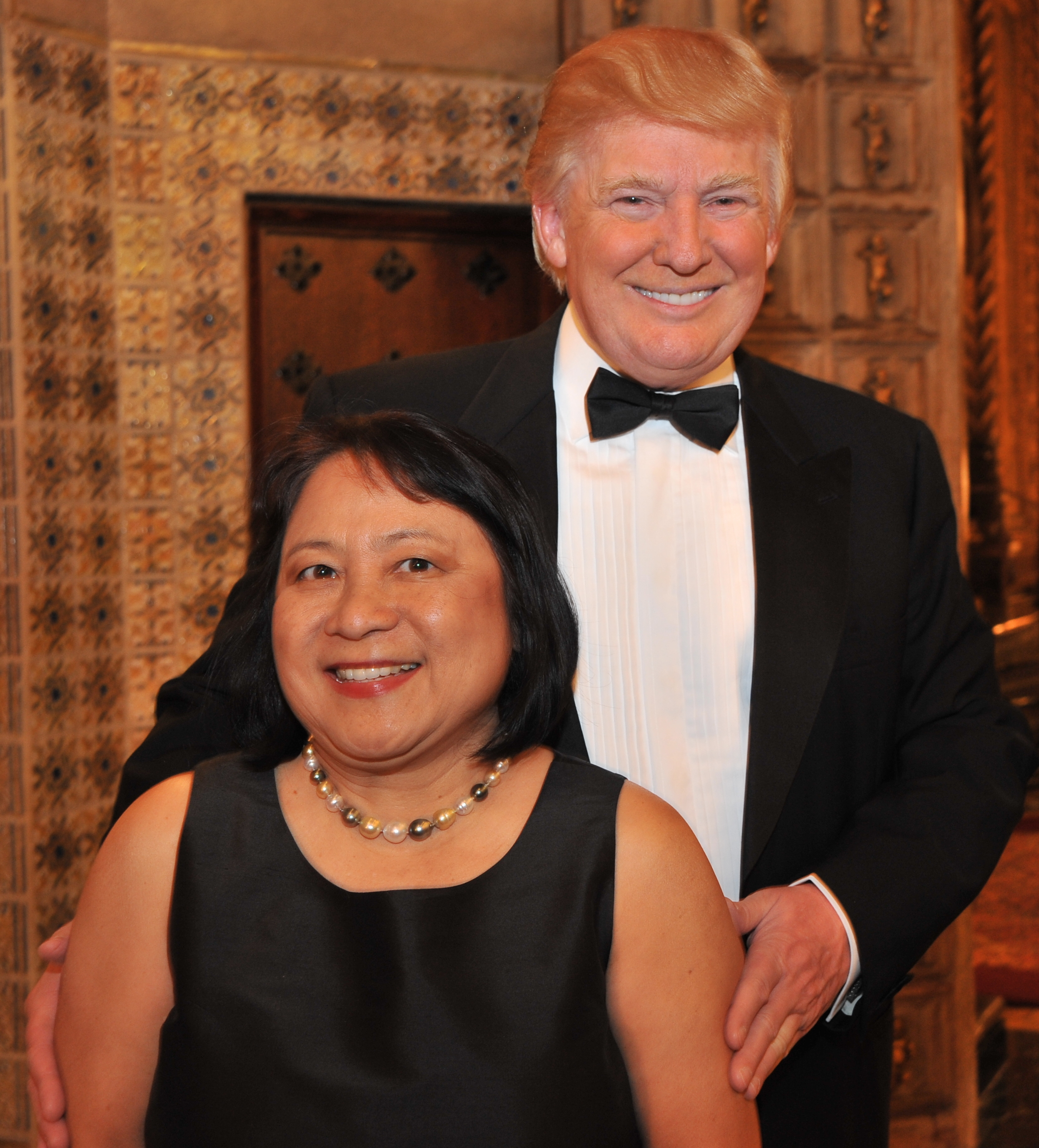
دونالد ترامپ در مراسم جمع‌آوری کمک مالی

این عمارت ۱۲۶ اتاقه ۱۱۰٬۰۰۰-فوت-مربع (۱۰٬۰۰۰-متر-مربع) شامل باشگاه مار-ئه-لاگو مختص به اعضاست که امکانات هتل مانندی دارد. خانواده ترامپ بخش‌های خصوصی مجزایی را در آن در اختیار دارد.